# Acer ezoanum
Acer ezoanum é uma espécie de árvore do gênero Acer, pertencente à família Aceraceae.